# Sérgio Motta
Sérgio Roberto Vieira da Motta GCC • GOMM (São Paulo, 26 de novembro de 1940 – São Paulo, 19 de abril de 1998) foi um engenheiro, empresário, jornalista e político brasileiro filiado ao Partido da Social Democracia Brasileira (PSDB). Foi ministro das Comunicações durante o governo Fernando Henrique Cardoso.

## Biografia
Nascido no bairro da Mooca em 1940, filho de um técnico de raio-X de origem portuguesa, Sérgio Motta se formou em Engenharia Industrial pela PUC Pontifícia Universidade Católica de São Paulo em 1967. Na faculdade começou sua militância política na oposição de esquerda à ditadura militar por meio da Ação Popular. Nos anos 70, foi responsável pelo jornal Movimento, um dos principais semanários contrários ao regime, além de se tornar, em 1973, diretor-presidente da Hidrobrasileira S/A, empresa de consultoria em engenharia e elaboração de projetos. Segundo amigos, Sérgio Motta empregou nesse período perseguidos políticos e ajudou militantes que se encontravam na clandestinidade.
Em 1975, sua aproximação com o meio político se daria de maneira mais intensa a partir da amizade com Fernando Henrique Cardoso, iniciada no Cebrap (Centro Brasileiro de Análise e Planejamento), instituição na qual Fernando Henrique trabalhava no período. A partir dali, Sérgio se engajaria em todas as suas campanhas políticas, a começar pela candidatura ao Senado pelo MDB em 1978, eleições em que Fernando Henrique obteria a suplência de André Franco Montoro. Fernando Henrique se tornaria senador com a posse de Montoro no governo de São Paulo em 1983.
Ainda nos anos 70, enveredou pela produção cultural, sendo um dos financiadores da montagem de Mortos sem Sepultura, texto do existencialista francês Jean-Paul Sartre dirigido por Fernando Peixoto. Logo em seguida, montaria com Luiz Carlos Mendonça de Barros a Difusão S/C Ltda, empresa de promoção de espetáculos. A empresa fecharia as portas no início dos anos 80.
Durante a gestão de Ângelo Amaury Stábile no Ministério da Agricultura do governo João Baptista de Figueiredo, Motta envolveria-se em sua primeira controvérsia junto ao meio político, o rumoroso Caso Coalbra. Aproximando-se de Golbery do Couto e Silva no período, Sérgio Motta seria designado, em 1980, a presidir a Companhia para a Extração de Álcool da Madeira, cujos recursos, no entanto, teriam sido desviados para aplicações no mercado financeiro. Descoberto do esquema em 1984, o ministro Stábile foi demitido e o seu sucessor, o gaúcho Nestor Jost, promoveu a demissão de todos os envolvidos nos escândalos do ministério. Do empreendimento, liquidado em 1986 pelo governo Sarney, restou um rombo de 250 milhões de dólares e as ruínas, na cidade de Uberlândia. Motta, no entanto, nunca foi responsabilizado judicialmente pelo caso.
Com a saída da Coalbra, Sérgio Motta assumiria a vice-presidência da Eletropaulo até o final do governo Franco Montoro, em março de 1987. Neste ano, reassume a presidência da Hidrobrasileira.
Em 1988 se inscreve, ao lado de Fernando Henrique, Montoro, Mário Covas, José Serra e outros, como um dos fundadores do Partido da Social-Democracia Brasileira (PSDB), grupo de políticos do PMDB, descontentes com o presidente Sarney e o governador de São Paulo, Orestes Quércia, que resolvem formar dissidência.
Em 1989 compra, ao lado de Fernando Henrique, uma fazenda em Buritis, interior de Minas Gerais. Ambos depois seriam acusados de subvalorizar a propriedade em seu registro imobiliário para que pagassem menos nos impostos devidos.
No início dos anos 90, a Hidrobrasileira se torna uma das vencedoras da concorrência pública para o consórcio lançado pelo então governador de São Paulo, Luiz Antônio Fleury Filho, objetivando a despoluição do Rio Tietê. Em dezembro de 1994, tal consórcio seria contestado pelo Tribunal de Contas do Estado de São Paulo, que alegou a não-necessidade de sua criação, ponderando que a Sabesp e a Cetesb, empresas estatais paulistas, já seriam aptas ao cumprimento da tarefa.
Em 1994, é designado pelo PSDB como o principal coordenador da vitoriosa campanha de Fernando Henrique Cardoso nas eleições para a presidência da República daquele ano. Fernando Henrique, capitaneado pelo sucesso econômico do Plano Real, venceria o pleito ainda no primeiro turno.
Com efeito, Sérgio Motta é escolhido para o Ministério das Comunicações do novo governo, tomando posse em 1 de janeiro de 1995. Desde o início, Motta alardeia sua intenção de privatizar o sistema Telebrás e modernizar os serviços de telefonia do país, popularizando a aquisição de linhas fixas e estimulando a difusão de celulares.
Em março de 1995, Motta foi admitido por FHC à Ordem do Mérito Militar no grau de Grande-Oficial especial. Em outubro do mesmo ano, foi agraciado com a Grã-Cruz da Ordem Militar de Cristo de Portugal.
Sérgio Motta passa a conduzir um dos maiores processos de privatização da história do país, que obtém sucesso em seus objetivos de desburocratização dos serviços de telefonia, melhorando sua gestão e qualidade, diminuindo os preços para as linhas fixas (o que leva ao substancial aumento de sua aquisição) e incrementando a presença do celular no mercado. Outros resultados desses esforços são a aprovação da Lei Geral das Telecomunicações, em julho de 1997, e a implementação, em novembro do mesmo ano, da Anatel. Motta igualmente tem participação importante na expansão da TV a cabo, sendo acusado, entretanto, de privilegiar o Grupo Abril e as Organizações Globo.
Como Ministro das Comunicações, Motta também estimulou as empresas estatais de comunicação a investirem em empreendimentos culturais, colaborando assim para a estabilização do Programa Nacional de Cultura, desenvolvido por FHC.
Entretanto, mais que Ministro das Comunicações, Sérgio Motta foi o principal articulador do governo Fernando Henrique Cardoso junto ao Congresso Nacional. Dono de uma postura rude e autor de várias declarações pouco lisonjeiras em relação inclusive a muitos nomes do governo (Motta chegou mesmo a acusar a primeira-dama Ruth Cardoso, coordenadora do Comunidade Solidária, o programa assistencialista do governo, de estar promovendo "masturbação sociológica" na gestão da entidade), Motta teve atitude enérgica e ativa na aprovação de vários pontos de interesse do governo, como a emenda da reeleição, em janeiro de 1997. Nessa época, Sérgio passa a ser apelidado, por entusiastas e opositores, de Serjão e Trator.
Morreu de infecção pulmonar em 1998, (agravamento da fibrose no interstício pulmonar, o tecido que fica entre os alvéolos, onde o oxigênio inspirado é trocado por gás carbônico) dois dias antes do deputado Luís Eduardo Magalhães (PFL-BA), deixando para seus sucessores a negociação dos segmentos de operação da telefonia celular, esboçada em sua gestão, e a concretização do leilão das companhias telefônicas. Antes de ser internado pela última vez, Motta escreveu um fax a FHC, onde agradecia todo o apoio dado pelo então presidente às privatizações.

## Acusações
Gravações obtidas pelo jornal Folha de S.Paulo, envolveram o ministro no escândalo de compra de votos para a aprovação da Emenda Constitucional 16/97, que possibilitou a reeleição de prefeitos, governadores e presidentes da República por um único mandato subsequente, beneficiando assim o então presidente FHC do (PSDB), bem como todos os outros governadores e prefeitos do Brasil, de todos os partidos políticos.
Nas gravações, o deputado João Maia (PFL). dizia que recebeu R$ 200 mil para votar a favor da emenda que permitiu a reeleição de FHC. O deputado revela ainda que a barganha pelo voto previa receber R$ 200 mil do governo federal e outros R$ 200 mil do governo do Estado do Acre. O dinheiro usado na operação, segundo Maia, foi providenciado pelo governador do Amazonas, Amazonino Mendes (PFL), e pelo ministro Sérgio Motta.
Em conversa gravada, o deputado Ronivon Santiago disse que depois da aprovação da emenda da reeleição, recebeu uma retransmissora de TV do ministro Sérgio Motta. Segundo Ronivon, a TV não pôde ficar em seu nome. Registrou-a em nome de um "amigo": Mas não está no meu nome, não. É no nome de um cara lá, de um amigo meu. O cara está tocando, disse Ronivon a uma pessoa que não quer ser identificada e a quem a Folha chamou de "Senhor X".